# Опесін (Ленчицький повіт)
Опесін (пол. Opiesin) — село в Польщі, у гміні Дашина Ленчицького повіту Лодзинського воєводства.
Населення — 120 осіб (2011).
У 1975-1998 роках село належало до Плоцького воєводства.

## Демографія
Демографічна структура станом на 31 березня 2011 року:
|          | Загалом | Допрацездатний вік | Працездатний вік | Постпрацездатний вік |
| -------- | ------- | ------------------ | ---------------- | -------------------- |
| Чоловіки | 60      | 17                 | 37               | 6                    |
| Жінки    | 60      | 14                 | 29               | 17                   |
| Разом    | 120     | 31                 | 66               | 23                   |